# Indrė Jakubaitytė
Indrė Jakubaitytė (ur. 24 stycznia 1976) – litewska lekkoatletka specjalizująca się w rzucie oszczepem.
Uczestniczka mistrzostw świata w 2007 oraz 2009 roku. Brązowa medalistka światowych igrzysk wojska z 2007 roku. Wielokrotna medalistka mistrzostw kraju oraz reprezentantka Litwy w pucharze Europy, zimowym pucharze Europy w rzutach lekkoatletycznych oraz drużynowych mistrzostwach Starego Kontynentu. 
Rekord życiowy: 63,65 (14 września 2007, Kowno).

## Osiągnięcia
| Rok  | Impreza                               | Miejsce          | Lokata            | Wynik |
| ---- | ------------------------------------- | ---------------- | ----------------- | ----- |
| 2004 | II liga pucharu Europy                | Reykjavík        | 1. miejsce        | 58,58 |
| 2005 | Zimowy puchar Europy w rzutach        | Mersin           | 10. miejsce       | 53,54 |
| 2005 | II liga pucharu Europy                | Tallinn          | 2. miejsce        | 55,48 |
| 2006 | Grupa B I ligi pucharu Europy         | Saloniki         | 7. miejsce        | 52,36 |
| 2007 | II liga pucharu Europy                | Odense           | 2. miejsce        | 54,14 |
| 2007 | Mistrzostwa świata                    | Osaka            | el. – 25. miejsce | 56,16 |
| 2007 | Światowe igrzyska wojskowych          | Hajdarabad       | 3. miejsce        | 54,93 |
| 2008 | I liga pucharu Europy                 | Leiria           | 5. miejsce        | 49,10 |
| 2009 | II liga drużynowych mistrzostw Europy | Bańska Bystrzyca | 3. miejsce        | 52,37 |
| 2009 | Mistrzostwa świata                    | Berlin           | el. – 23. miejsce | 55,86 |
| 2010 | I liga drużynowych mistrzostw Europy  | Budapeszt        | 4. miejsce        | 54,86 |
| 2011 | II liga drużynowych mistrzostw Europy | Nowy Sad         | 2. miejsce        | 58,86 |
| 2011 | Mistrzostwa świata                    | Daegu            | el. – 22. miejsce | 56,92 |
| 2012 | Mistrzostwa Europy                    | Helsinki         | el. – 15. miejsce | 54,39 |
| 2012 | Igrzyska olimpijskie                  | Londyn           | el. – 18. miejsce | 59,08 |
| 2014 | Mistrzostwa Europy                    | Zurych           | el. – 15. miejsce | 54,86 |
| 2015 | I liga drużynowych mistrzostw Europy  | Heraklion        | 5. miejsce        | 54,20 |
| 2016 | Mistrzostwa Europy                    | Amsterdam        | –                 | NM    |